# Puerto de Río de Janeiro
El Puerto de Río de Janeiro es un puerto de Río de Janeiro, Brasil. Se encuentra en la zona norte de los barrios Centro, Gamboa, Salud, Santo Cristo y Caju. Se le conoce también como Porto Maravilha debido a los programas de rehabilitación que allí se adelantan. Se creó en una ensenada de la costa occidental de la bahía de Guanabara.

## Historia
A principios del siglo XX, el envío y la recepción de mercancías al exterior y a los estados brasileños por vía marítima solía hacerse mediante barcazas que atracaban en puentes de madera, que funcionaban como puertos de pequeño calado. Solo algunas naves amarraban vapores de pequeña cabotaje.

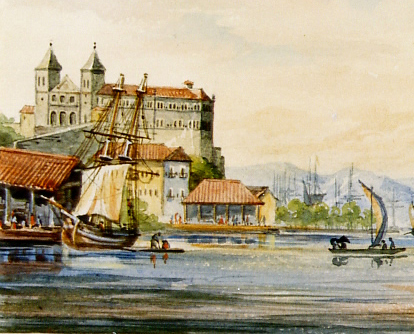
Pintura ilustrando la bahía de Guanabara y el Puerto de Río de Janeiro en 1841, con el Monasterio de San Benito al fondo.

Todas las mercancías importadas y el equipaje de los pasajeros que eran susceptibles de pagar impuestos se transportaban en barcazas. Luego, se descargaban en el muelle de la aduana y se transportaba a los almacenes. Excepto los géneros despachados sobre agua, que seguían para los trapiches u otros destinos, el carbón se descargaba en la Estación Marítima del Ferrocarril Central de Brasil, o para depósitos de importadores, como lo de la Isla de los Herreros, pertenecientes a la Brasilian Coal y dotado de puente de que tenía 6 metros de profundidad.
Los servicios de inflamables y de corrosivos se hacían en trapiches situados en la Isla de los Melões, al sur de la ensenada de San Cristóbal. Más además del margen de la ensenada, bordadas por las playas de Palmeiras y San Cristóbal, estaban instaladas la Companhia Luz Stearica y explotaciones madereras.
Solo algunos establecimientos comerciales e industriales con salida a la bahía tenían estructuras sólidas para amarrar embarcaciones de calado superior a 5 metros. Estos se encontraban entre el trapiche Mauá, separados del Arsenal de Marina por una estrecha calle y por la Isla de los Melões, y medían casi 5 km.
En la década de 1870, con la construcción de la Doca da Alfândega, surgieron los primeros proyectos para el desarrollo del Puerto de Río de Janeiro. Decretos de 1890 autorizaron a las empresas Industrial de Melhoramentos do Brasil y Puerto y Muelles de Río de Janeiro a construir un conjunto de atracaderos, almacenes y pórticos. Los tramos se eligieron entre Ilha das Cobras y Arsenal de Marinha, y desde Arsenal de Marinha a Ponta do Caju. En 1903, el Gobierno Federal contrató a la firma C.H. Walker & Co. Ltda., Para realizar obras de construcción y mejoras en las áreas de muelles. Posteriormente se implementó el Muelle Gamboa y siete almacenes. La inauguración oficial del puerto tuvo lugar el 20 de julio de 1910.

## Características

Planta del Proyecto de Mejoramiento del Puerto de Río de Janeiro (1888).

El Puerto de Río de Janeiro sirve a los estados de Río de Janeiro, São Paulo, Minas Generales, Espíritu Santo, Bahía y suroeste de Goiás, entre otros.
Es uno de los más grandes del país en cuanto al valor de las mercancías y a la tonelaje. Los principales productos que por este circulan mineral de hierro, manganeso, carbón, trigo, gas y petróleo. El puerto opera con cargas como: electrónica, caucho, petroquímicos, repuestos de vehículos, café, así como productos de acero, bobinas de papel para la prensa, además de graneles sólidos como trigo y arrabio.
Administrado por la Companhia Docas do Rio de Janeiro (CDRJ), cuenta con 6.740 metros de muelle continuo y un embarcadero de atraque de 883 metros de perímetro, que componen los siguientes tramos: muelle Mauá (35.000 m² de patios descubiertos), muelle de Gamboa (60.000 m² de área cubierta en 18 almacenes y patios con áreas descubiertas de aproximadamente 16.000 m²), muelle de San Cristóbal (12.100 m² en dos almacenes cubiertos y una área de patios con 23.000 m²), muelle de Caju y Terminal de Manguinhos. 
Existen aún diez almacenes externos de unos 65.367 m² y ocho patios cubiertos de 11.027 m² y con capacidad de almacenamiento para 13.100 toneladas. Hay otras terminales de uso privativo en la Isla del Gobernador (exclusivo de Shell y Esso), en la bahía de Guanabara (Refinería de Manguinhos) y en las islas de Agua y Redonda (Petrobras).
El puerto tiene acceso por carretera a través de BR-040, BR-101, BR-116, RJ-071 y RJ-083; Acceso ferroviario vía Terminal Arará, operado por MRS Logística S / A, en vía ancha (1,60 m), apto para uso también en vía estrecha (1,00 m), operado por FCA - Ferrovia Centro Atlântica. Conecta el puerto con la región Centro-Sur de Río de Janeiro (Vale do Paraíba) y desde allí con los estados de São Paulo y Minas Gerais. Acceso marítimo a través de la Bahía de Guanabara.
En 2016, manejó 6,102,907 T en carga y 299,833 TEU en contenedores. Las principales exportaciones fueron arrabio, productos siderúrgicos y vehículos. Las principales importaciones fueron: trigo, productos siderúrgicos y concentrado de zinc.

## Terminales
Datos actualizados al 22 de febrero de 2023.
| Terminal                                               | Producto transportado  | Arrendador                                          | Inicio del arrendamiento | Término del arrendamiento |
| ------------------------------------------------------ | ---------------------- | --------------------------------------------------- | ------------------------ | ------------------------- |
| Terminal 1 (T1)                                        | Contenedores           | ICTSI Rio Brasil Terminal 1 S/A                     | 30/04/1998               | 30/04/2023                |
| Terminal 2 (T2)                                        | Contenedores           | Multi-Rio Operações Portuárias S/A                  | 30/04/1998               | 30/04/2048                |
| Terminal Roll-On Roll-Off (TRR)                        | Vehículos              | Multi-Car Rio Terminal de Veículos S/A              | 09/06/2002               | 09/06/2052                |
| Terminal de Productos Siderúrgicos São Cristóvão (TSC) | Productos siderúrgicos | Triunfo Logística Ltda                              | 20/08/1997               | 20/08/2017                |
| Terminal de Trigo São Cristóvão (TTC)                  | Granos                 | Terminal de Trigo do Rio de Janeiro - Logística S/A | 10/12/1998               | 10/12/2018                |
| Proyecto Pier Mauá (PPM)                               | Cruceros               | Pier Mauá S/A                                       | 01/06/1999               | 01/06/2024                |